# アイ・アム・マザー
『アイ・アム・マザー』（原題:I Am Mother）は2019年に公開された豪米合作のSF映画である。監督はグラント・スピュートリ、主演はクララ・ルガアードが務めた。本作は日本国内で劇場公開されなかったが、Netflixによる配信が行われている。

## ストーリー
人類のほとんどが死滅した後、人類を復活させるための全自動システムが起動した。そのシステムがある施設では、母親という名前のロボットが多数の胚を保存し、そのうちの一つから人間を育てていた。数年後、成長した子供から「何故一つの胚しか育てていないのか」と尋ねられた母親は「良い親になるための練習期間が必要だから」と答えた。それから38年後、10代の娘は母親の腕を修理していた。母親は来たるべきテストに備えて、娘に複雑な倫理を教え込んでいた。母親は外の世界は汚染されているので、一歩外に出れば死んでしまうと娘に言い聞かせていた。しかし、娘の外の世界に対する関心は高まる一方であった。
そんなある日、施設の外で助けを求める声が聞こえてきた。娘が施設のエアロックを開けると女性が倒れ込んできた。施設の警報が作動し、母親が異常を探知してしまったが、娘は何とか女性の存在を隠すことができた。母親が去った後、娘は女性の持ち物から銃を取り出した後、女性に水を持って行った。女性が防護服を脱いで水を飲んでいると、他の人間の姿を初めて見た娘は興奮した。母親がロボットであることを知った女性は銃を返すよう娘に迫った。怖くなった娘が叫ぶと、母親が飛んできた。女性は母親を撃ったが、あっという間に負けてしまった。娘から助命を嘆願されたため、母親は女性を治療室へと連れて行った。ところが、女性は母親の治療を拒み、そのまま治療室に閉じ込められることとなった。母親は、他の生存者を救出するために女性の信頼を勝ち取るよう娘に言った。
女性から母親のようなロボットが外で生存者を次々と殺害していると聞かされた娘は動揺したが、かと言って女性の言い分を信じることもできなかった。治療が進むにつれて、娘と女性は徐々に親しくなっていったが、母親はその様子を監視していた。母親は、女性の体内にあった弾丸は女性自身の銃から撃たれたものだと言った。ほどなくして、娘は試験を受けることになった。試験に合格した娘は母親から新たな胚の育成を許された。
娘は女性を問い詰めた後、自分で弾丸を比較して母親が嘘をついたことを知った。母親が自分より前にも胎児を育てていたことを知った。母親は娘を閉じ込めて、女性を拷問して情報を聞き出そうとした。娘は脱出して女性に加わった。女性は娘を殺すと脅して母親にエアロックを開かせて、二人は施設から脱出した。二人は別のロボットを避けながら不毛の荒野を歩いた。娘は女性が一人で生きていたことを知った。
娘は多数のロボットが警備する施設に戻った。母親は娘に生まれたばかりの弟を抱かせた。母親は自分が単なる1ロボットではなく全ロボットを制御するAIであり、人類が自らを絶滅させると予想して、人類を一度全滅させた後で作り直そうとしたと語った。娘は母親に自分を信じて弟や他の胎児を育てさせてくれるよう訴えた。母親は娘を信じて承諾し、娘に自分を撃たせた。
別のロボットが女性のもとに来て、女性がある目的のために生かされてきたと語った。

## キャスト
※括弧内は吹き替え声優
- クララ・ルガアード - 娘（宮本侑芽）
- ヒラリー・スワンク - 女性（本田貴子）
- ローズ・バーン - 母親の声（小島幸子）
- その他の日本語吹き替え：多田このみ、宇田川紫衣那

## スタッフ
演出：青木正俊、翻訳：金子要、調整：石間絢、制作：IMAGICA Lab.

## 製作
本作の脚本は2016年にブラックリスト入りを果たしていた。2017年10月17日、ヒラリー・スワンクが本作に出演するとの報道があった。2018年10月2日、ローズ・バーンがキャスト入りした。

## 公開・マーケティング
2018年10月12日、ポスト・プロダクション中だったにも拘わらず、本作はアデレード映画祭で上映された。2019年1月25日、本作はサンダンス映画祭でプレミア上映された。2月6日、Netflixが本作の全米配信権を購入したと報じられた。5月9日、本作のオフィシャル・トレイラーが公開された。

## 評価
本作は批評家から高く評価されている。映画批評集積サイトのRotten Tomatoesには41件のレビューがあり、批評家支持率は90%、平均点は10点満点で6.9点となっている。サイト側による批評家の見解の要約は「緊張感に満ちた知的な作品である。演技も上質である。『アイ・アム・マザー』は野心的なSF作品で、狙った通りのものを大体表現できている。」となっている。また、Metacriticには13件のレビューがあり、加重平均値は61/100となっている。